# Великий Бобрик
Великий Бобрик (укр. Великий Бобрик) — село, Великобобрикский сельский совет, Краснопольский район, Сумская область, Украина.
Является административным центром Великобобрикского сельского совета.

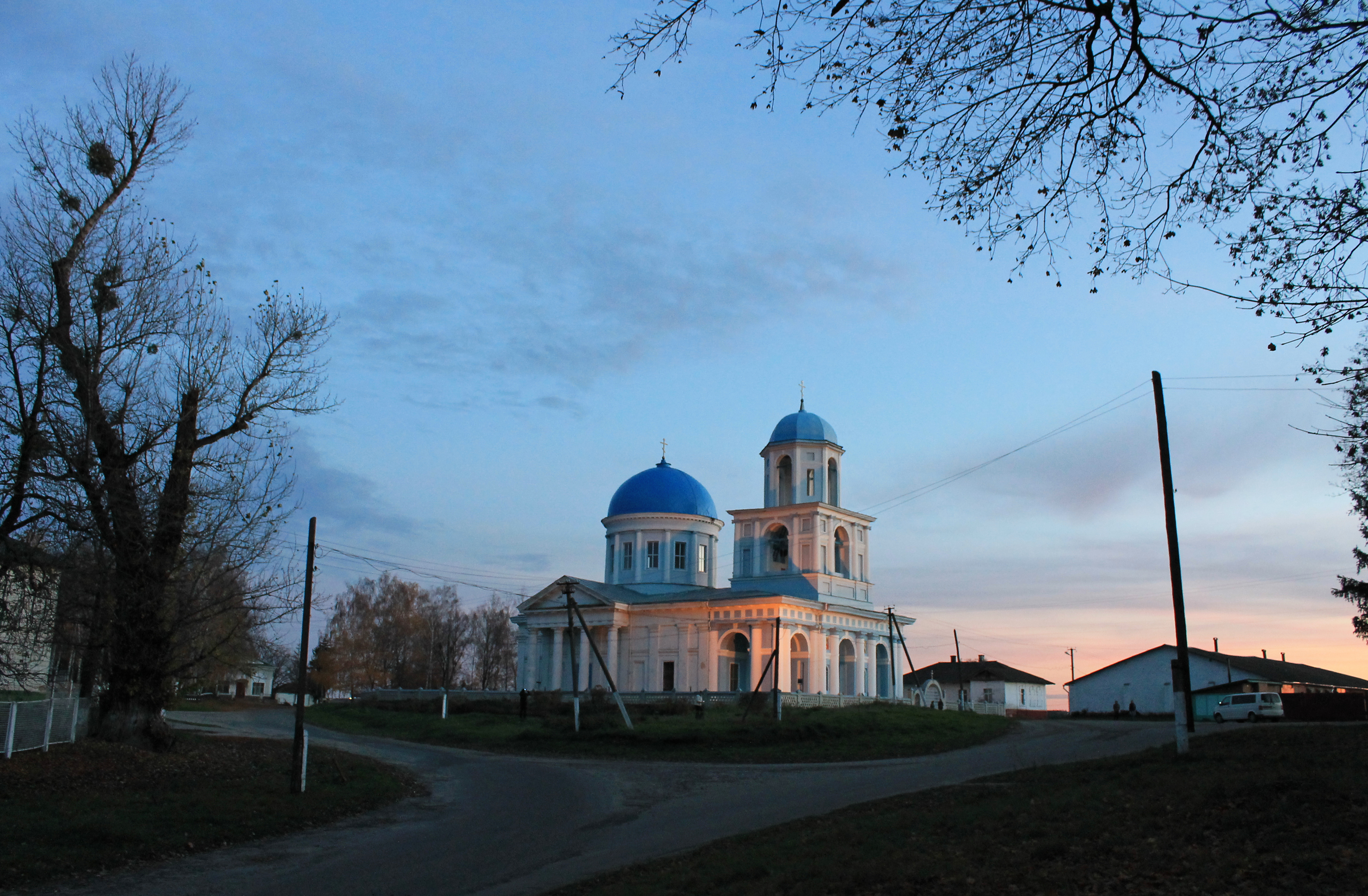
Вид на Вознесенскую церковь

### Географическое положение
Село Великий Бобрик находится на правом берегу реки Бобрик,
выше по течению на расстоянии в 0,5 км расположены сёла Юсуповка и Малый Бобрик,
ниже по течению на расстоянии в 5,5 км расположено село Стенка (Сумский район),
на противоположном берегу — посёлок Каменное.
На реке большая запруда.
К селу примыкает большой лесной массив (дуб).

## Происхождение названия
Название Великий Бобрик парно названию соседнего села Малый Бобрик и в целом составляет пару ойконимов, различающихся прилагательными — обозначениями особенностями населённых пунктов. Общее Бобрик восходит к названию реки, в истоках которой стоят эти сёла.

## История
- 1676 — дата основания.

Являлось центром Велико-Бобринской волости Сумского уезда Харьковской губернии Российской империи.
В ходе Великой Отечественной войны в 1941—1943 гг. селение было оккупировано немецкими войсками.

## Население
Население составляет 815 человек.
Население по переписи 2001 года составляло 1516 человек.

## Известные уроженцы
- Каширин, Борис Михайлович (1920—1992) — актёр, народный артист РСФСР[3].
- Литовцев, Дмитрий Иванович (1922—1989) — советский военачальник, генерал-полковник.

## Инфраструктура
- Клуб.
- Дом культуры.
- Фельдшерско-акушерский пункт.
- Больница.
- Спортивная площадка.
- Стадион.

## Достопримечательности
- Братская могила советских воинов.
- Вознесенская церковь (1808 год), построенная по проекту архитектора Николая Фёдоровича Алфёрова, памятник градостроительства и архитектурыи охраняется государством (охр.№ 632).

На колокольне было 12 колоколов. Самый крупный из них весом 500 пудов включал в себя 52 пуда серебра. Перед центральным престолом и алтарём церкви над иконостасом висела люстра на 500 свечей, а перед боковыми престолами — люстры на 125 свечей. Высота храма с крестом составляет 42 метра. Храм в настоящее время принадлежит к

## Транспорт
Село доступно автотранспортом.